# لورا ريزوتو
لورا دي كارفلهو ريزوتو (Laura de Carvalho Rizzotto) من مواليد 18 يونيو 1994.هي مغنية وكاتبة أغاني وعازفة بيانو وغيتار برازيلية-لتفية.أصدرت ألبومها الأول (بالإنجليزية: "Made in Rio") في عام 2011 من خلال Universal Music Brazil ، والذي تضمن أغنية "Friend in Me".وفي عام 2014 أصدرت ألبومها المستقل Reason to Stay ،وأصدرت بشكل مستقل ألبوم RUBY في عام 2017.
سوف تمثل Rizzotto لاتفيا في مسابقة الأغنية الأوروبية Eurovision 2018 في لشبونة، البرتغال، مع أغنية "Funny Girl".

## النشأة والتعليم
ولدت ريزوتو في 18 يوليو 1994 في ريو دي جانيرو.ولديها أخ يدعى لوكاس.والدها هو مواطن مزدوج الحنسية من لاتفيا والبرازيل، ووالدته من مة اليد ليباجا ونشأت في ريغا.والدتها هي برازيلية من أصل برتغالي.انتقلت عائلتها إلى الولايات المتحدة في عام 2005 ، واستقرت في إدينا، مينيسوتا. أمضت طفولتها بين ريو دي جانيرو والولايات المتحدة. بعد المدرسة الثانوية، بدأت حضور دروس في كلية بيركلي للموسيقى في بوسطن. وفي عام 2013 ، انتقلت ريزوتو إلى لوس أنجلوس للدراسة في معهد كاليفورنيا للفنون، وتخرجت بشهادة في الفنون الموسيقية. بعد ذلك، انتقلت إلى مدينة نيويورك وحصلت على درجة الماجستير في الموسيقى من جامعة كولومبيا في عام 2017.

## ديسكوغرافي

### ستوديو ألبوم
| العنوان        | تفاصيل الألبوم                                                                             | الترتيب |
| العنوان        | تفاصيل الألبوم                                                                             | BRA     |
| -------------- | ------------------------------------------------------------------------------------------ | ------- |
| Made in Rio    | - Released: 15 August 2011 - Label: مجموعة يونيفرسال الموسيقية - Formats: CD، تحميل موسيقى | —       |
| Reason to Stay | - Released: 16 January 2014 - Label: Independent - Formats: CD، تحميل موسيقى               | —       |

### ألبوم EP
| العنوان | التفاصيل                                                          | الترتيب |
| العنوان | التفاصيل                                                          | BRA     |
| ------- | ----------------------------------------------------------------- | ------- |
| RUBY    | - Released: 30 October 2017 - Label: Independent - Formats: بث حي | —       |

### الأغاني
| العنوان                        | السنة | الترتيب | الألبوم          |
| العنوان                        | السنة | BRA     | الألبوم          |
| ------------------------------ | ----- | ------- | ---------------- |
| "Friend in Me"                 | 2011  | —       | Made in Rio      |
| "Reason to Stay"               | 2014  | —       | Reason to Stay   |
| "Teardrops"                    | 2014  | —       | Reason to Stay   |
| "Love It (The World Cup Song)" | 2014  | —       | Non-album single |
| "The High"                     | 2017  | —       | RUBY             |
| "Cherry on Top"                | 2017  | —       | RUBY             |
| "Red Flags"                    | 2017  | —       | RUBY             |
| "Funny Girl"                   | 2017  | —       | AMBER            |

## روابط خارجية
- لورا ريزوتو على موقع IMDb (الإنجليزية)
- لورا ريزوتو على موقع ميوزك برينز (الإنجليزية)
- لورا ريزوتو على موقع ديسكوغز (الإنجليزية)
- لورا ريزوتو على موقع قاعدة بيانات الفيلم (الإنجليزية)